# Joseph E. Talbot

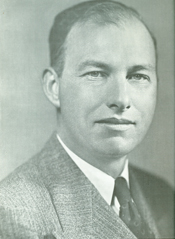
Joseph E. Talbot

Joseph Edward Talbot (* 18. März 1901 in Naugatuck, Connecticut; † 30. April 1966 in Washington, D.C.) war ein US-amerikanischer Politiker. Zwischen 1942 und 1947 vertrat er den Bundesstaat Connecticut im US-Repräsentantenhaus.

## Werdegang
Joseph Talbot besuchte die öffentlichen Schulen seiner Heimat und danach bis 1922 das Dartmouth College in Hanover (New Hampshire). Nach einem anschließenden Studium an der juristischen Fakultät der Yale University und seiner im Jahr 1925 erfolgten Zulassung als Rechtsanwalt begann er in Naugatuck und Waterbury in seinem neuen Beruf zu praktizieren. Zwischen 1928 und 1933 arbeitete er als Staatsanwalt in Naugatuck; von 1935 bis 1937 war er dort als Richter tätig.
Talbot war Mitglied der Republikanischen Partei. Von 1939 bis 1941 fungierte er als State Treasurer von Connecticut. In den Jahren 1941 und 1942 war er für den fünften Bezirk Connecticuts Beauftragter für Arbeitnehmerentschädigungen (Workmen's Compensation Commissioner). Nach dem Rücktritt des Kongressabgeordneten J. Joseph Smith im November 1941 wurde Talbot im fünften Wahlbezirk von Connecticut als dessen Nachfolger in das US-Repräsentantenhaus in Washington gewählt. Nachdem er bei den regulären Wahlen der Jahre 1942 und 1944 jeweils in seinem Mandat bestätigt wurde, konnte er zwischen dem 20. Januar 1942 und dem 3. Januar 1947 im Kongress verbleiben. Diese Zeit war weitgehend von den Ereignissen des Zweiten Weltkrieges bestimmt.
1946 verzichtete Talbot auf eine weitere Kandidatur für das Repräsentantenhaus. Stattdessen bewarb er sich erfolglos um die Nominierung seiner Partei für die anstehenden Gouverneurswahlen in Connecticut. Im Jahr 1950 kandidierte Talbot ebenso erfolglos für einen Sitz im US-Senat. Seit April 1953 bis zu seinem Tod war er Mitglied der Bundeszollkommission. Zwischen 1953 und 1959 war er deren Vizepräsident und seit 1959 amtierte er als deren Präsident. Seit 1959 war Talbot auch Vorsitzender des Committee on Reciprocity Information, ein Ausschuss, der sich mit dem Informationsaustausch zwischen den verschiedenen Bundesministerien vor allem auf dem Gebiet der Finanz- und Zollpolitik befasste.
Joseph Talbot starb am 30. April 1966 in der Bundeshauptstadt Washington und wurde in seiner Heimatstadt Naugatuck beigesetzt.